# Pilars dharani tanguts

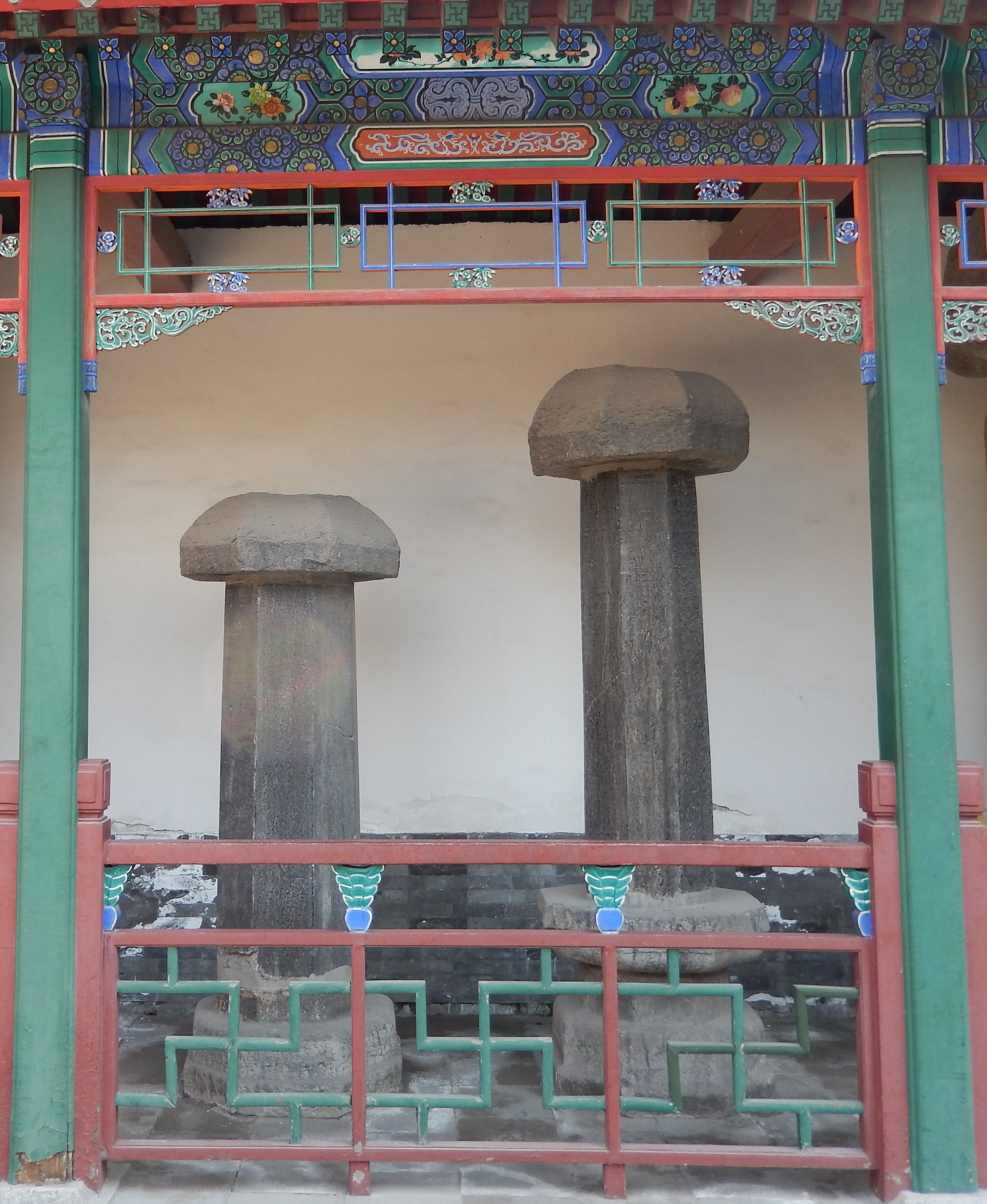
Pilars dharani tanguts damunt exposats a l'Antiga Bassa de Lotus a Baoding (El Pilar A a l'esquerra, el Pilar B a la dreta).

Els pilars dharani tanguts (en xinès: 西夏文石幢; pinyin: Xīxiàwén shíchuáng) són dos pilars dharani de pedra, amb la inscripció del text d'un sutra dharani inscrit en escriptura tangut, que es van trobar a Baoding, Hebei, Xina el 1962. Els pilars dharani van ser erigits a mitjan dinastia Ming (1368–1644), el 1502, i són els exemples coneguts més tardans de l'ús de l'escriptura tangut. Són també exemples molt excepcionals d'inscripcions monumentals tangut fora del territori de l'imperi Xia occidental (1038–1227). L'altre únic exemple conegut d'inscripció en escriptura tangut que s'ha trobat al nord de la Xina és a la Terrassa dels núvols al pas de Juyongguan, al nord de Pequín, construït al segle xiv. Aquests pilars indiquen que hi havia una dinàmica comunitat tangut vivint a Baoding, lluny de la zona originària tangut, actualment Ningxia i Gansu, a principis del segle xvi, després de gairebé 300 anys que l'imperi Xia occidental fos destruït pel Mongols.

## Història
Els dos pilars van ser descoberts el 1962 al poble de Hanzhuang (韓莊), en els suburbis del nord de la ciutat de Baoding, a la província de Hebei, 140 quilòmetres al sud-oest de Pequín.
Després de rebre informació de la Comissió d'Afers Nacionals de Hebei, el Grup de Treball de Relíquies Culturals de l'Oficina d'Afers Culturals de Hebei va enviar un equip per investigar i excavar un lloc a Hanzhuang, al costat sud de la carretera que conduïa al poble de l'oest. El lloc era una plataforma quadrada (150 m × 150 m), a uns 2 m sobre el terreny circumdant, on es trobaven trossos trencats de rajoles i maons dispersos que dataven de les dinasties Ming i Qing. Segons els ancians habitants del poble, la plataforma era el lloc d'un temple, conegut localment com el "Gran Temple" (大寺) o el "Temple Occidental" (西 寺) o el "Temple Pagoda" (塔寺). Alguns dels edificis del temple encara estaven erigits durant els anys últims de la dinastia Qing (1644–1911), però tots els edificis restants van ser destruïts durant la primera meitat del segle xx. La característica distintiva del temple era una pagoda blanca d'estil tibetà en forma de pagoda, similar a la pagoda blanca de la dinastia Yuan del temple Miaoying a Pequín. El dos pilars dharani tangut van ser descoberts en el lloc del temple.
El nom del temple on es van trobar els pilars el proporciona una inscripció tangut, i ha estat transcrit a xinès com Temple Xishi (稀什寺), però segons Shi Jinbo i Bai Bin la transcripció tangut probablement representa el nom xinès Temple Xingshan (興善寺), amb el sentit de "Temple per Promoure la Bondat". Està documentat un temple amb aquest nom establert a Baoding durant la Dinastia Yuan, i com que el nom dels monjos associats amb el temple són noms tibetans, el temple devia haver estat una lamaseria tibetana. La pagoda blanca d'estil tibetà localitzada irginàriament al lloc dels pilars dharani ajuda aconfirma la identificació del Temple Xishi com el Temple Xingshan. Els Tanguts seguien les escoles tibetanes de budisme, de manera que seria natural que els monjos tangut visquessin en una lamaserua tibetana.
Després de la seva descoberta, els dos pilars es van traslladar a l'Antic Estany de Lotus (古莲花池) al centre de Baoding.

## Descripció

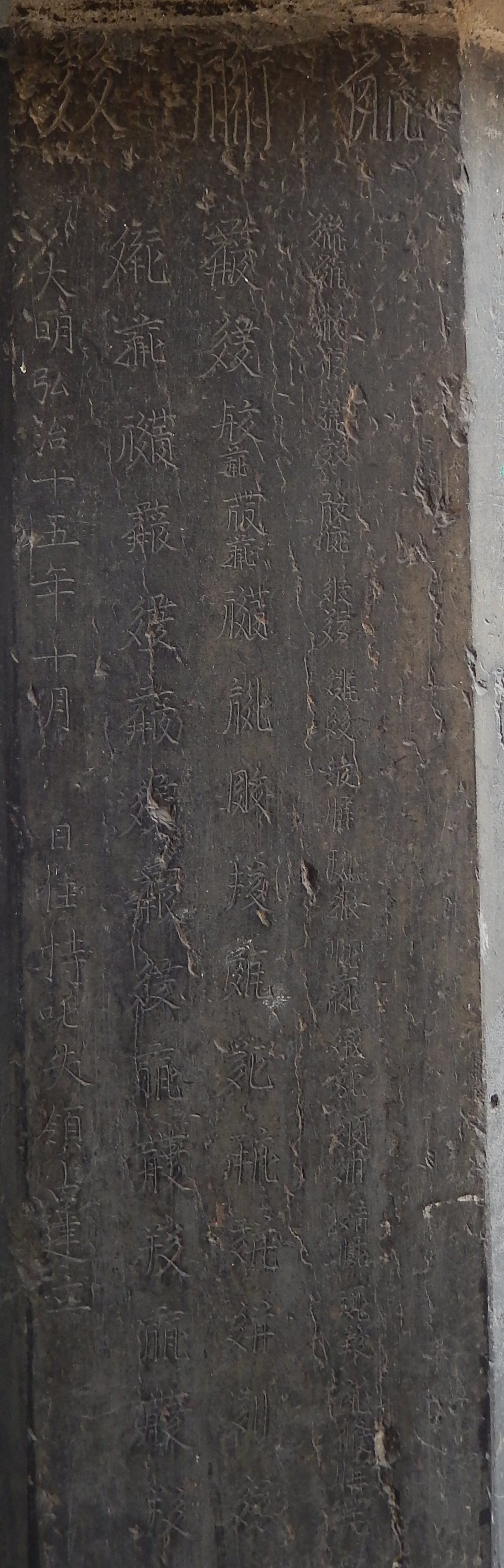
El detall d'un fa front a de Pilar Un, mostrant el Tangut títol i part del dharani text, així com una data en xinès corresponent a 1502.

Ambdós pilars són octagonals, tenen una base i un dosser en forma de bolet. El pilar A fa 2,28 metres d'alçada i el pilar B en fa 2,63. Tots dos tenen textos tangut gravats a la major part dels seus costats (983 caràcters en 6 dels 8 costats en el Pilar A, i 1.029 caràcters en 5 dels 8 costats en el pilar B), i hi ha només una línia de text en xinès en un dels pilars (Pilar A). No hi ha figures ni decoració esculpides en cap dels dos pilars.

## Inscripcions
El pilar A té una línia de text en xinès que declara que va ser erigit en el 10è mes del 15è any de l'era Hongzhi (1502) per l'abat Zhashi Lingzhan (吒失領占), que és la transcripció xinesa d'un nom tibetà, Trashi Rinchen "Favosable Preciós". En el text tangut d'ambdós pilars, A i B, també es menciona Trashi Rinchen com la persona responsable de la construcció dels pilars, però anomenat amb el nom familiar tangut Pingshang (xinès 平尚).
El text tangut del Pilar A explica, a més, que el pilar va ser erigit en memòria del monjo de novici Bada Nazheng 巴答那征 (això és la transcripció xinesa del Tangut el nom donat per Shi Jinbo i Bai Bin), que va morir el 24è dia del 4t mes del 14è any de l'era Hongzhi (1501).
El pilar B no té cap text xinès, però el text tangut explica que va ser erigit per Trashi Rinchen en el 20è dia del 9è mes del 15è any de l'era Hongzhi (1502), en memòria d'un "Mestre Monjo" (en xinès Biqiushi 比丘師) que va morir en el 6è dia del 2n mes del mateix any.
Ambdós pilars llisten els noms de benefactors que van donar diners per construir-.lo. En total s'enumeren els noms de més de vuitanta donants, no hi ha cap nom que aparegui en ambdós pilars, la qual cosa suggereix que els diners per aixecar els dos pilars es van recollir alhora.
Ambdós pilars tenen un títol horitzontal en tres caràcters (tangut: 𘍦𗠁𘞃), significant "Pilar de Signe de Victòria" (Xinès: 相勝幢; pinyin: Xiāngshèng Chuáng; o Xinès: 勝相幢; pinyin: Shèngxiāng Chuáng). Com que la corona de Buda (una protuberància carnosa a la corona del cap) és el 32è dels 32 signes de Buda, Bai Bin ha suggerit que el títol és l'abreviació de "Pilar de la Victoriosa Corona de Buda [Dharani-Sutra]".
El cos principal del text tangut en ambdós pilars comprèn el Dharani-Sutra de la Victoriosa Corona de Buda (Xinès:佛頂尊勝陀羅尼經; pinyin: Fódǐng zūnshèng tuóluóní jīng; Sanskrit: Uṣṇīṣa-vijaya-dhāraṇī-sūtra), un text que és particularment associat amb la transmigració de les ànimes dels difunts. El text tangut d'aquest dharani-sutra també es troba a la paret est de la Terrassa dels núvols a Juyongguan a Pequín, on és transcrit en diferents sistemes d'escriptura: alfabet ranjana, alfabet tibetà, alfabet phags-pa, antic alfabet uigur, escriptura xinesa, i escriptura tangut. Les inscripcions budistes de la Terrassa dels núvols es van fer a finals de la dinastia Yuan, el 1345, més de 150 anys abans que els pilars de Baoding. No s'ha estudiat encara la relació entre la versió del text dels pilars de Baoding i la versió del text de Juyongguan, per tal com no s'ha publicat encara el text complet dels pilars.